# Journée internationale des coopératives
En 1995, l'ONU proclame la Journée internationale des coopératives, elle est célébrée chaque année le premier samedi de juillet, le même jour que celle célébrée  par l'Alliance coopérative internationale (ICA) depuis 1923.